# Stylogyne longifolia
Stylogyne longifolia là một loài thực vật có hoa trong họ Anh thảo. Loài này được (Mart. ex Miq.) Mez miêu tả khoa học đầu tiên năm 1902.